# Bob Clampett
Robert Emerson "Bob" Clampett (8 de maio de 1913 - San Diego, Califórnia, EUA — 2 de maio de 1984 - Detroit, Michigan, EUA) foi um diretor, produtor, cenógrafo, compositor e autor norte-americano, conhecido por seu trabalho no cinema de animação, principalmente na divisão de desenhos animados do estúdio Warner Brothers, nas séries Looney Tunes e Merrie Melodies.

## Carreira

### Looney Tunes
Porky, em Wackyland, foi introduzido no Registro Nacional de Filmes da Biblioteca do Congresso em 2000, considerado "cultural, histórico ou esteticamente significativo".
Clampett estava, em suas palavras, tão "encantado" com o novo meio de desenhos animados de som que ele se juntou à Harman-Ising Studios em 1931 por dez dólares por semana. Leon Schlesinger assistiu a um dos filmes de 16mm de Clampett e ficou impressionado, oferecendo-lhe uma posição de assistente no estúdio. Seu primeiro trabalho foi animar personagens secundários no primeiro Merrie Melodies, "Lady, Play Your Mandolin!" (1931). No mesmo ano, Clampett começou a participar de reuniões de histórias depois de enviar uma idéia eventualmente usada para Smile, Darn Ya, Smile !. As duas séries foram produzidas na Harman-Ising até meados de 1933, quando se dividiram na Leon Schlesinger Productions. Em seus primeiros anos no estúdio, Clampett trabalhou principalmente para Friz Freleng, sob cuja orientação Clampett se tornou um animador capaz. Quando ele se juntou à Harman-Ising, Bob Clampett tinha apenas 17 anos.
Em 1934, Schlesinger estava em uma crise tentando encontrar um personagem de desenho animado bem conhecido. Ele observou que a série Our Gang consistia em nada além de "crianças pequenas fazendo coisas juntas", e começou um passeio em todo o estúdio para obter idéias para uma versão animal de Our Gang. Clampett enviou um desenho de um porco (Porky) e um gato preto (Beans) e, imitando as letras em uma lata de Porky Beans e Campbell, escreveu "Porky and Beans de Clampett". Gaguinho estreou no filme Eu não tenho um chapéu", dirigido por Friz Freleng, em 1935. Na mesma época, Schlesinger anunciou um concurso para todo o estúdio, com um prêmio em dinheiro para qualquer membro da equipe que apresentasse a melhor história original. A história de Clampett ganhou o primeiro prêmio e foi transformada em My Green Fedora, também dirigido por Freleng. Clampett continuou a trabalhar na Warner até 1945. 

#### Demissão da Warner
Clampett deixou o estúdio da Warner em maio de 1945, embora os curtas-metragens dirigidos por ele continuassem a ser lançados até o final de 1946. The Big Snooze foi seu último desenho animado no estúdio, e um pelo qual ele não obteve créditos na tela (apenas um dos três). dirigido por Bugs Bunny e Elmer Fudd). Enquanto a história geralmente aceita era que Clampett havia deixado questões de liberdade artística, Arthur Davis (um animador que assumiu a unidade de Clampett no mesmo ano) lembrou que Clampett foi demitido pelo então executivo do estúdio de desenho animado Eddie Selzer, que era muito menos tolerante com ele do que Leon Schlesinger. O estilo de Clampett estava se tornando cada vez mais divergente do de Freleng e Jones, os outros diretores da unidade, e isso é considerado por alguns como o principal motivo de sua partida. O estilo da Warner, que ele era tão importante no desenvolvimento, estava deixando para trás.

### Beany & Cecil
Em 1946, depois que a Warner Bros. comprou Leon Schlesinger, seus principais executivos Henry Binder e Ray Katz foram para a Screen Gems e levaram Clampett com eles. Clampett trabalhou por um tempo na Screen Gems, então a divisão de cartuns da Columbia Pictures, como roteirista e roteirista. Em 1947, a Republic Pictures incorporou animação (de Walter Lantz) ao longa-metragem de Gene Autry, Sioux City Sue. Acabou bem o suficiente para Republic se envolver em desenhos animados; Bob Clampett dirigiu um único desenho animado, It's a Grand Old Nag, com o personagem eqüino Charlie Horse. A administração da República, no entanto, teve dúvidas devido aos lucros cada vez menores e interrompeu a série. Clampett recebeu seu crédito de direção sob o nome "Kilroy". No final da década de 1950, Clampett foi contratado pela Associated Artists Productions para catalogar os cartuns anteriores a agosto de 1948 da Warner que acabara de adquirir. Ele também criou uma versão animada do show de marionetes chamada Beany e Cecil, cujos 26 episódios de meia hora foram transmitidos pela primeira vez na ABC em 1959 e foram reexecutados na rede por cinco anos.

## Controvérsias e conflitos

### Relação com colegas da Warner
Embora a contribuição de Clampett ao legado de animação da Warner Brothers tenha sido considerável e indiscutível, ele foi criticado por seus colegas como "um autopromotor desavergonhado que provocou a ira de ex-colegas da Warner nos últimos anos por supostamente reivindicar crédito por idéias que não eram". Chuck Jones particularmente não gostava de Clampett, e intencionalmente evitou mencionar sua associação com ele em seu filme de compilação de 1979, The Bugs Bunny / Road Runner Movie (no qual Jones lista a si mesmo e a outros diretores da Warner), embora tenha feito isso. mencione brevemente o trabalho com Clampett em sua autobiografia de 1989 "Chuck Amuck: a vida e os tempos de um cartunista animado" e sua entrevista de 1998 para o American Television Archive. Parte dessa animosidade parece ter vindo do status de "menino de ouro" de Clampett no estúdio (a mãe de Clampett era amiga íntima do produtor de quadrinhos Leon Schlesinger), o que lhe permitiu ignorar as regras do estúdio que todos deveriam seguir . Além disso, Mel Blanc (o dublador que trabalhou com Clampett no mesmo estúdio por dez anos) também acusou Clampett de ser um "egoísta que assumiu o crédito por tudo".
A particularidade dessa rivalidade e egoísmo entre os artistas da Warner vem junta com uma outra entre Walt Disney e Charles Mintz, por Mintz ter roubado a Disney sorrateiramente animadores e os direitos de Oswald.  
Martha Sigall, por outro lado, lembrou Clampett como "um tipo de cara divertido e entusiasmado". Ela o descreve como sempre agradável para ela e muito generoso quando se trata de presentes ou doações para uma causa. Ela havia deixado o Termite Terrace em 1943 e não se encontrou com Clampett novamente até 1960. Entretanto, ela ouviu pessoas de quem Clampett ajudou a entrar no ramo de animação e / ou mentoreado. John Kricfalusi (o criador de The Ren & Stimpy Show) também tinha uma profunda admiração e respeito por Clampett e pelo seu estilo de animação, e que o ajudou a entrar na indústria. 
O historiador de animação Milton Gray detalha a longa e amarga rivalidade entre Clampett e Jones em um ensaio intitulado "Bob Clampett Remembered". Gray, um amigo pessoal de Clampett, chama a controvérsia de "uma campanha de difamação deliberada e cruel por um dos rivais de Bob no ramo dos desenhos animados". Ele revela que Jones estava bravo com Clampett por fazer algumas generalizações em sua entrevista com a Funnyworld em 1970, que deu muito crédito a Clampett, incluindo o crédito exclusivo não apenas por Bugs e Daffy, mas também pelo personagem Sniffles de Jones e Yosemite Sam de Freleng. Ele escreve que Jones começou a fazer acusações adicionais contra Clampett, como que Clampett "passeava pelo estúdio à noite, olhando os storyboards de outros diretores em busca de idéias que ele pudesse roubar para seus próprios desenhos". Jones escreveu uma carta de acusações em 1975 e, segundo Gray, distribuiu cópias para todos os fãs que conheceu: aparentemente a gênese da crescente controvérsia. Gray afirma que Clampett era "um homem generoso e generoso [que] ficou profundamente magoado e entristecido pelas acusações de Jones. Eu sinto que Bob Clampett merece tremendo respeito e gratidão pelo maravilhoso trabalho que ele nos deixou". Outros colegas da Warner Bros., como o coordenador musical Carl Stalling e o animador Tex Avery estiveram ao lado de Clampett durante suas palestras sobre a indústria de cartuns nas décadas de 1960 e 1970.

### Controvérsias envolvendo o Pernalonga
Começando com um artigo de revista em 1946, logo depois que ele saiu do estúdio, e aumentando com o passar dos anos, Clampett se referiu repetidamente a si mesmo como "o criador" de Bugs Bunny, acrescentando frequentemente a nota de que ele usava cenoura para comer Clark Gable. cena em It Happened One Night como inspiração para sua "criação". (Clampett pode ser observado fazendo essa afirmação em Bugs Bunny: Superstar.) Porém, uma exibição dos desenhos animados de Bugs do final dos anos 30 e início dos anos 40 demonstra claramente que o personagem não foi "criado" como um todo ao mesmo tempo, mas evoluiu bastante em personalidade, voz e design ao longo de vários anos através dos esforços de Tex Avery, Chuck Jones, Friz Freleng, Cal Dalton, Ben Hardaway, Robert McKimson, Bob Givens e Mel Blanc, além das contribuições de Clampett.
Como o filme Bugs Bunny / Road Runner acima mencionado foi compilado por Jones (junto com Friz Freleng), a omissão de Clampett não é surpreendente. (Os outros dois pais diretores que Bugs afirma ter tido são Avery, que dirigiu "A Wild Hare", seu primeiro curta oficial, e McKimson, que é o menos conhecido dos três mais conhecidos diretores de Looney Tunes / Merrie Melodies, mas chamou o definitivo Folha de modelo do Bugs Bunny. Dependendo da fonte, o número um pode ser Jones ou Freleng.) Além disso, em Bugs Bunny: Superstar, Clampett recebe o crédito pelo desenho da folha de modelo para o primeiro desenho animado de Gaguinho, "Eu não tenho um chapéu" (1935), apesar de ter sido realmente desenhado por Friz Freleng.

## Morte
Clampett morreu de ataque cardíaco em 2 de maio de 1984, seis dias antes de completar 71 anos de idade.